# AIBO
AIBO (Artificial Intelligence Robot, en català Robot d'Intel·ligència Artificial, homònim d'AIBO ("Amic" o "company" en japonès) és una sèrie emblemàtica de mascotes robòtiques dissenyades i fabricades per Sony. Sony va anunciar un robot prototip a mitjans del 1998. El primer model de consum es va introduir l'11 de maig de 1999. Els nous models van ser llançats cada any fins a 2005. Encara que la majoria dels models van ser gossos, també es van incloure altres inspiracions robòtiques com lleons cadells i turistes espacials androides, i només l'última versió, la ERS-7, va ser explícitament un "gos robot".
Els AIBO van ser comercialitzats per a ús domèstic com a "Robots d'Entreteniment". També van ser àmpliament adoptats per les universitats amb finalitats educatives (per exemple: Robocup), per a recerques de robòtica i per a la interacció humà-robot.
AIBO ha estat utilitzat en moltes pel·lícules, vídeos musicals i campanyes publicitàries com icones futuristes.
El 26 de gener de 2006, Sony va anunciar que no anava a continuar AIBO i altres productes en un esforç per fer rendible a l'empresa. També es va aturar el desenvolupament del robot QRIO. Posteriorment, es va anar retirant gradualment l'atenció al client d'AIBO de Sony, amb el suport per a l'últim ERS-7M3 que va acabar al març de 2013. No obstant això, està disponible algun suport de tercers com per exemple la reparació i reacondicionamient de la bateria.
El 2006, AIBO es va afegir a "Robot Hall of Fame" de la Universitat Carnegie Mellon, amb la descripció "el Sony AIBO representa el producte més sofisticat que s'hagi ofert als consumidors de robot del mercat".

## Desenvolupament
AIBO va sorgir del Computer Science Laboratory de Sony (CSL). Fundat el 1990, el CSL es va crear per emular el centre d'innovació en el Research Center de Xerox de Palo Alto (PARC). El primer producte del CSL va ser el sistema operatiu Aperios, que més tard va formar el programari de base de AIBO. Quan el 1995 Nobuyuki Idei va passar a ser president de Sony, va tractar d'adoptar una agenda digital, que es va reflectir en el nou lema que va donar a l'empresa, "Dream digital Kids", i la importància que li va donar a CSL.

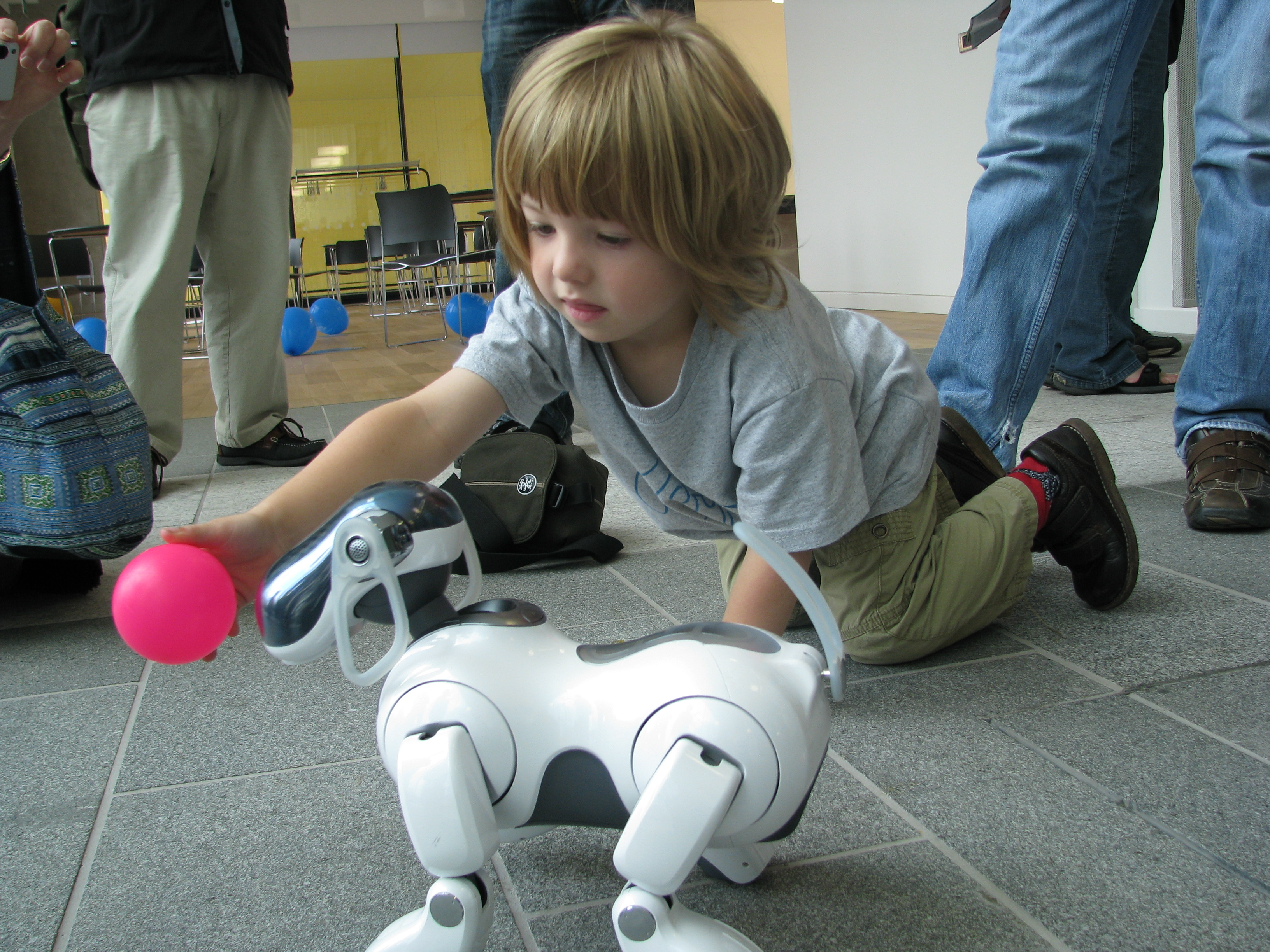
AIBO ERS-7 seguint una bola rosa en mans dels nens

Es considera que l'enginyer Dr. Toshitada Doi fou el progenitor original d'AIBO: el 1994, havia començat a treballar en els robots a la CSL amb l'expert en intel·ligència artificial, l'enginyer Masahiro Fujita. Fujita va escriure que els comportaments del robot havien de "ser prou complexos o inesperats perquè les persones mantinguin un interès a veure'ls o cuidar d'ells". Fujita argumenta que els robots d'entreteniment podrien ser viables si "un robot per a l'entreteniment es pot dissenyar de manera efectiva usant diverses tecnologies d'última generació, tals com el reconeixement de veu i la visió, a pesar que aquestes tecnologies poden no ser prou madures com per aplicacions en les quals duen a terme una funció crítica. Si bé existeixen requisits especials i difícils en les pròpies aplicacions d'entreteniment, les capacitats limitades dels sistemes de visió i parla poden arribar a ser una característica interessant i atractiva per als robots d'entreteniment apropiadament dissenyats". El seu primerenc prototip simi "MUTANT" incloïa comportaments que podrien passar a formar part de AIBO incloent el seguiment d'una bola groga, donar la mà, practicar karate i dormir. Fujita va rebre el Premi Tècnic IEEE Inaba d'Innovació per la producció de "AIBO, el primer robot de consum massiu al mercat mundial per a l'entreteniment".
El 1997, Doi va rebre el suport d'Idei per formar el laboratori de criatures digitals de Sony. Creient que els robots serien comuns en les llars abans de 2010, però conscients de les limitacions de la tecnologia disponible per a usos funcionals, va decidir centrar-se en els robots d'entreteniment.
Gairebé deu anys després, el successor d'Idei, Howard Stringer va clausurar AIBO i altres projectes robòtics. Després, Doi va protagonitzar un simulacre de funeral, al que van assistir més de 100 col·legues de Sony. Al funeral, Doi va dir que l'Aibo era un símbol de l'esperit arriscat de Sony, que ara estava mort.

## Disseny
Els dissenys inicials del cos de l'AIBO es van encarregar a un amic de Doi, l'artista Hajime Sorayama. Ara, aquests dissenys són part de les col·leccions permanents del Museu d'Art Modern i l'Institut Smithsonian. El disseny de la primera generació d'AIBO va guanyar el prestigiós "Good Design Award, Grand Prize" del Japó i un premi especial de Disseny Intel·ligent en els premis alemanys Red Dot del 2000.
Els models més recents d'AIBO van ser dissenyats conjuntament amb prestigiosos dissenyadors japonesos i van continuar guanyant premis de disseny. El disseny del ERS-210 va ser inspirat en els cadells de lleó. Els cossos de la sèrie "ERS-3x" (Latte i Macaron, els AIBO de cap rodó llançats el 2001) van ser dissenyats per l'artista visual Katsura Moshino guanyant el "Good Design Award". El disseny de cos, elegant i futurista de l'"ERS-220" inspirat en la exploració espacial va ser inspiració de Shoji Kawamori, guanyant el premi "Good Design Award" i "Design for Asia. Els ERS-7 també van guanyar un "Premi al Bon Disseny".

## Models
A continuació es mostren els diferents models i prototips que s'han succeït al llarg del temps fins a arribar a la generació actual d'Aibo, la ERS-7 Mind 3.

### Prototips
Diversos prototips van ser mostrats per Sony. Els primers models eren amb forma d'insecte amb sis potes. MUTANT es descriu en el "desenvolupament d'un Robot Autònom quadrúpede". Les especificacions del prototip de 1998, es descriuen en un comunicat de premsa de Sony, coincidint bastant amb les de l'Aibos de la primera generació. Les diferències inclouen l'ús de PC-Cards per a la memòria (en comptes de les de MemoryStick), l'ús de dues bateries i l'opció d'utilitzar un mòdul rodant de dos rodes en lloc de cames.
- Prototip 1 (1990):

Aquest robot, l'aparença del qual dista molt del que avui coneixem com “Aibo”, desenvolupat a principis dels anys 90, va ser la primera incursió de Sony al món de la robòtica.
- Prototip 2 (1991):

El segon prototip, ja albirava d'alguna manera certa semblança amb les generacions actuals de Aibo, no obstant això encara faltava molt treball per fer.

### Models de primera generació
La primera generació comercial d'Aibo, presentava la característica d'interactuar amb l'entorn i expressar emoció. Es fabrica amb una estètica canina.
Venda estimada per tots els models de la primera generació: 65.000

#### ERS-110
El primer AIBO comercial. Amb una aparença similar al beagle. Platejat. Van començar les vendes l'1 de juny de 1999 pel seu lliurament a l'agost, la producció es va limitar a 3000 al Japó i 2000 per EUA. Disponible a internet i es va esgotar en tan sols 20 minuts després del llançament. Good Design Award Grand Prize. Preu 250.000 iens (impostos exclosos).

#### ERS-111
Versió millorada de l'AIBO original, llançada inicialment al novembre de 1999 com un model d'edició limitada.
Totes les 3.000 unitats de distribució japonesa es van esgotar en 17 segons del seu llançament.

### Models de segona generació
La segona generació incorpora noves característiques, com els sensors de contacte, reconeixement sonor i facial.
Vendes estimades de tots els models de segona generació: 60.000

#### ERS-210
Estil inspirat en un cadell de lleó. Capacitats de reconeixement per veu. En color negre, plata, or, vermell, blau, verd, blanc (3 tons), champagne... 28,1 cm d'altura, 1,5 kg de pes, 1,5 hores de temps de funcionament continu, 20 graus de llibertat (unitat d'accionament), preu 150.000 iens (impostos exclosos). Si s'utilitza una targeta integrada, és possible incorporar-li un control remot LAN IEEE802.11b sense fils mitjançant l'opció de control remot sense fil, que és un dels AIBO-ware, "AIBO Navigator 2". També se li pot agregar una funció d'auto-càrrega per desplaçar-se fins al seu propi carregador quan la càrrega està a punt d'acabar-se, per opció del programari "AIBO Politecnic us". Aquesta característica és idea de Hitoshi Matsumoto.

##### Models de gamma ERS-210
Els següents models tenen per diferència bàsicament l'aparença “futurista”, distanciant-se una mica de l'estètica canina dels anteriors. També incloïa algunes millores als sensors. I es podia programar perquè actués com un gat, en lloc de com un gos.
- ERS-210A: Maquinari amb Supercore, duplica la velocitat de la CPU, també es va redissenyar el servo del cap per evitar el DHS dels models anteriors, de diversos colors; 2002

- ERS-220 (millora dels sensors, canvia l'aspecte): platejat; 2002

- ERS-220A Inclou Supercore (millora dels sensors, canvia l'aspecte): platejat; 2002

#### ERS-300 (Latte i Macaron)
Lema "El cor de AIBO". Motiu Kumainu. Producció original dissenyada i il·lustrada per Katsura Moshino. En posar el programari anomenat AIBO-ware, AIBO es pot convertir en un personatge diferent com dolent sense pretensions. Altura 28 cm, 1,5 kg de pes, 2.5 hores de funcionament continu, 15 graus de llibertat (unitat de tracció), preu de 98 000 iens (sense impostos).

#### ERS-311
Crema; 2001. Model de baixa gamma del ERS-300. Cara de gosset.

##### ERS-311B/312B, ERS-311B / X
Es va afegir comunicació Bluetooth. Pot comunicar-se amb "AIBO Handy Viewer".

#### ERS-312
“Macaron” (canvia l'aspecte): color crema; 2002

##### Models de gamma ERS-312
- ERS-312B: Igual al Macaron però amb Bluetooth, només per al mercat japonès; 2001
- ERS-311BX: Amb Bluetooth i acabat de vellut, només per al mercat japonès; 2001
- ERS-311LongLong: Edició especial japonesa, només es van fer 1.001 unitats; 2001

- ERS-31L: marró, semblant a un Bulldog; 2002 Es van vendre aproximadament 60.000 unitats.

### Models de Tercera generació
Incorporen nombrosos ions d'interacció i connexió sense fil a la xarxa: la tercera generació inclou connexió WiFi per comunicar-se amb un PC i poder rebre ordres des del PC o funcionar com a reproductor de música, així com lector de notícies, correu. Existeixen dues versions de programari per a aquesta generació, Mind2 i Mind3.

#### ERS-7
Novembre de 2003. Aquesta AIBO es considera com la culminació de la sèrie.
El primer a ser explícitament un "gos robot". Disponible en blanc. Les primeres unitats van sortir defectuoses de les potes (defecte en les juntes J12). Empaquetat amb MIND. EUA $ 1.599 en el llançament.

#### ERS-7M2
Novembre de 2004
Una variant del ERS-7, que ve amb MIND2.

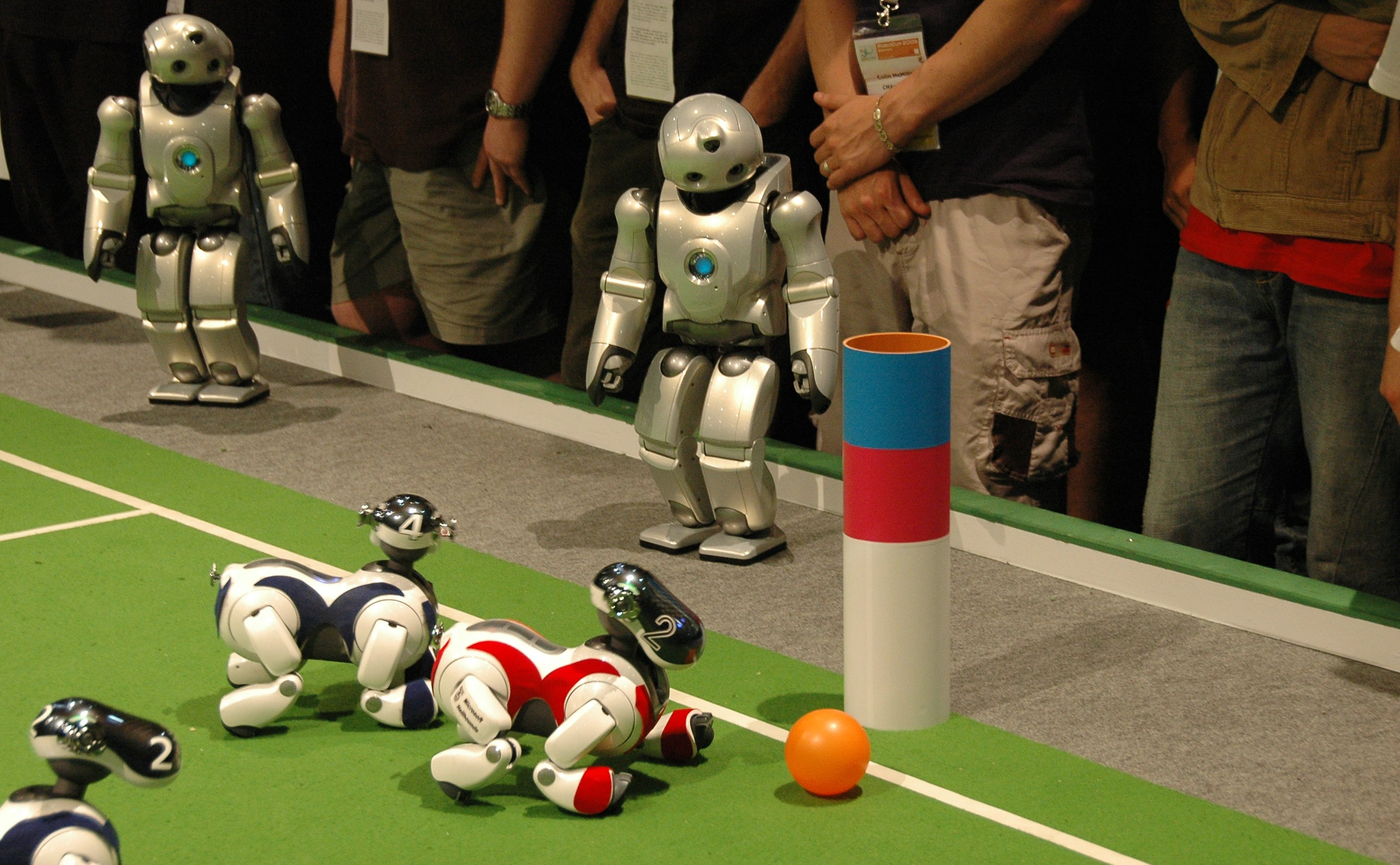
Qrios veient a AIBO en un esdeveniment Robocup

Disponible en negre o blanc.

#### ERS-7M3
Octubre de 2005
Una variant de la ERS-7M2, empaquetat amb MIND3.
Va canviar el Wi-Fi. Blanc, negre i or champagne. El model final.

### QRIO
El robot humanoide QRIO va ser dissenyat com el successor de AIBO i executa el mateix sistema operatiu I-CODE base i Aperios.
El 2006 SONY va cancel·lar la comercialització de Aibo i QRIO.

## Maquinari
El maquinari inicial de AIBO ERS-110 inclou un processador RISC de 64 bits, 16 megaoctets de RAM, sensors (tacte, càmera, telèmetre, el micròfon, acceleració, velocitat angular), un altaveu i actuadors (a les cames, coll, boca i cua). A mesura que es va desenvolupar la sèrie, es van afegir més sensors i actuadors. En addició, per alguns AIBO de segona generació, estava disponible el Wi-fi. La tercera i última família de AIBO ERS-7, té múltiples sensors de cap i cos, un sensor de proximitat muntat al pit, "Illume-Face" expressiu i Wi-Fi.
Tots els AIBO van ser inclosos amb els accessoris incloent una estació de càrrega i la pilota rosa. El model tardà de ERS7 va ser empaquetat amb una joguina de color rosa, AIBone. en forma d'os, jugant a les cartes i una estació de càrrega amb el pal i marquesina per a l'acoblament autònom.
|                             | Prototip MUTANT                                                                 | Prototip de 1998 | ERS-110 | ERS-7 |
| --------------------------- | ------------------------------------------------------------------------------- | --- | --- | --- |
| Processador                 | IDT R3052 o R3071 ×2 @ 30 MHz                                                   | Processador MIPS de 64 Bit RISC | Processador RISC de 64-bit @ 50 MHz                                                                                | MIPS R7000 @ 576 MHz |
| RAM                         | 8MB                                                                             | 8MB | 16MB | 64MB |
| Memòria Flaix               | 2MB                                                                             | 4MB | | |
| Parts Mòbils                | 16 graus de llibertat                                                           | 4 potes amb 3 graus de llibertat, 1 cap amb 3 graus de llibertat, 1 cua amb 1 grau de llibertat | Boca: 1 grau de llibertat, Cap: 3 graus de llibertat, Potes: 3 graus de llibertat (x 4), Cua: 2 graus de llibertat | Boca - 1 grau de llibertat, Cap - 3 graus de llibertat, Cua - 3 graus de llibertat x 4 cames, Orelles - 1 graus de llibertat x 2, Cua - 2 graus de llibertat |
| Sensors tàctils             | Un al cap, un a cada pota                                                       | un al cap, un a cada pota | Sensor elèctric estàtic (cap, esquena) Sensor de pressió (barbeta, potes (4))                                      | |
| Càmera                      | Càmera CDD 362 × 492                                                            | 180.000 pixels | Càmera CCD color de 180.000 píxels (x 1)                                                                           | Sensor d'Imatge CMOS de 350.000 píxels |
| LAN sense fil               | IEEE 802.11b (Integrat)                                                         | | | |
| Telèmetres                  | Infraroig                                                                       | Un al cap, un al cos | | |
| Visualització               | Llums LED per expressar felicitat (verd) i ira (vermell)                        | Illume Face capaç de més de 60 maneres emocionals i d'estat, que consta de 24 LED's (blanc 12, vermell 4, blau, 4, verd 4), Orella: 2 (esquerra i dreta), sensor Cap: 2 (blanc i groc), Cap (LAN sense fil d'encès / apagat): 1 (color blau), sensor posterior: 16 (blanc 8, vermell 3, blau 3, taronja 2) | | |
| Micròfon                    | Micròfon estèreo                                                                | Micròfon estèreo | Micròfon estèreo (un a cada costat)                                                                                | Micròfon estèreo (un a cada costat) |
| Altaveu                     | Sí                                                                              | Sí | Sí | Altaveu miniatura, 20,8mm、500 mW |
| Sensor de calor             | Dos                                                                             | Sí | | |
| Sensor d'acceleració        | Sí                                                                              | Sí | Sí | |
| Sensor de Velocitat Angular | Sí                                                                              | | | |
| Sensor de Vibració          | Sí                                                                              | | | |
| Font d'alimentació          | Li-ió (7,2 V) per a circuits elèctrics, Ni-Cd (4,8) per a controladors de motor | Una bateria recarregable de liti-ió de 7,2V, Una bateria de 4,8V recarregable de níquel-cadmi | DC7,2V (bateria d'Ió de liti [ERA-110B])                                                                           | |
| Consumició d'Energia        | 12,6W (manera autònoma)                                                         | Aprox. 7W (Funcionament estàndard de manera autònoma) | | |
| Temps de funcionament       | Aprox. 1,5 hores (amb la bateria completament carregada)                        | Aprox. 1,5 Hores (Funcionament estàndard de manera autònoma) | | |
| Temps de càrrega            | Aprox. 2,5 hores                                                                | | | |
| Dimensions (l x w x h)      | 220 × 130 × 200[mm]                                                             | 132 X 250 X 235 mm (Ample X Altura X Llarg, sense incloure cua) | Aprox. 274 x 156 x 266mm (no incloent cua)                                                                         | 319 (D) x 180 (W) x 278 (H) mm |
| Pes                         | 1,5 [kg] (incloent bateries)                                                    | 1,25 kg (incloent bateries) | Al voltant de 1,4 kg (només el cos), prop de 1,6 kg (incloent MemoryStick i Bateria)                               | |

## Programari
Tots els AIBO venen inclosos amb un programari AIBOLife, donant-li al robot una personalitat, la capacitat de caminar, "veure" el seu entorn a través de la càmera i reconèixer ordres de veu (en anglès i en espanyol, o japonès). Els sons de AIBO van ser programats pel compositor avantguardista i DJ japonès Nobukazu Takemura, fusionant conceptes orgànics i mecànics. Els sons al ERS-7 Mind i les dades personalitzades van ser composts per Masaya Matsuura, un dissenyador de jocs i músic japonès.

### Aperios i Open-R
Aperios és el sistema operatiu de temps real propietat de Sony, utilitzat en tots els AIBO, QRIO i alguns altres dispositius de consum. Aperios OS va ser dissenyat per ser àmpliament desplegat amb funcions revolucionàries en temps real per gestionar simultàniament múltiples transmissions de dades d'àudio i visual. El sistema operatiu no va ser àmpliament adoptat, i el 2003 Sony l'havia deixat de desenvolupar activament amb el COO Kunitake Ando comentant que "Aperios era un sistema operatiu de l'era pre-Internet i vam decidir que no era adequat per al futur".
L'arquitectura OPEN-R és específica dels robots d'entreteniment. L'arquitectura implica l'ús de components de maquinari modulars, com ara apèndixs que es poden eliminar fàcilment i substituir-los per canviar la forma i la funció dels robots i els components de programari modulars que es poden intercanviar per canviar els seus patrons de comportament i moviment. El creador d'AIBO, Doi, va anomenar OPEN-R l'obra mestra del projecte de desenvolupament d'AIBO, argumentant que minimitzaria la necessitat de programar moviments o respostes individuals, i la seva naturalesa "oberta" encoratjarà a una comunitat global d'especialistes i programadors de robots a afegir capacitats.

### AIBOware
Els models de primera i segona generació de AIBO poden carregar diferents paquets de programari comercialitzat per Sony. AIBOware (una marca comercial de Sony Corporation) és el títol donat al programari AIBO que s'executa en a la seva Memory Stick rosa. The Life AIBOware permet que el robot sigui criat des de cadell fins a adult, mentre passen per diverses etapes de desenvolupament, ja que el propietari interactua amb ell. El AIBOware Explorer li permet al propietari interactuar amb un robot completament madur capaç d'entendre (encara que no necessàriament disposat a obeir) 100 ordres de veu. Sense AIBOware, els AIBO s'executen de manera "clínica" i només poden dur a terme accions bàsiques.
Els models ERS-7 de la tercera generació tenen una sola de programari "Mind", que inclou capacitats de AIBOLife i altres paquets AIBOware. El programari Mind també inclou un procés d'acoblament, permetent que el ERS-7 es recarge de manera autònoma. Les actualitzacions en Mind2 van incloure el AIBO Entertainment Player, una connexió basada en Wi-Fi a un PC. Les actualitzacions en Mind3 inclouen la parla, els blogs i la cartografia de sala autònoma.
El sistema de visió completa d'AIBO utilitza l'algorisme SIFT, per reconèixer la seva estació de càrrega. El sistema de visió és una implementació del Evolution Robotics ERVision.
Programari notable de l'AIBOware
| Nom                       | Descripció                                                                            | Models compatibles              |
| ------------------------- | ------------------------------------------------------------------------------------- | ------------------------------- |
| AIBO Custom Manager       | Permet als usuaris carregar Mind amb diferents sons, rutines de ball i veus.          | Aibo ERS-7 de tercera generació |
| AIBO Entertainment Player | Permet el monitoreig remot o el control de AIBO Mind des d'un PC connectat per Wi-Fi. | Aibo ERS-7 de tercera generació |

Programari de tercers Notable
| Nom          | Descripció | Models compatibles            |
| ------------ | --- | ----------------------------- |
| DogsLife     | Una personalitat d'AIBO que duplica (i de tant en tant millora) Hello-AIBO.                                                               | AIBO's de la segona generació |
| Skitter      | Editor d'interpretació "AIBO", que permet als usuaris crear i provocar que AIBO faci esbossos a través d'un PC connectat a AIBO per WiFi. | Tots                          |
| AiBO+        | Permet explorar nous camins en la intel·ligència artificial.                                                                              | ERS-7                         |
| AiboStella   | Controlador iOS, modelat després de AEP, utilitzant el framework URBI                                                                     | ERS-7, ERS-210, ERS-220       |
| AIBO Control | Controlador Android, utilitzant el framework URBI.                                                                                        | ERS-7                         |
| Altre        | Programari gratuït de proveïdors de tercers com a Robot App Store.                                                                        | Varia                         |

### Entorn de desenvolupament del Programari de AIBO
Inicialment, l'accés a les capacitats de programació es va limitar a Sony i organitzacions que participen en la Robocup. Mitjançant l'enginyeria inversa AIBO, els usuaris van desenvolupar el seu propi programari que funcionava juntament amb AIBOware, com "DiscoAibo" que feia ballar al robot amb la música.
En una important fita de drets d'autor, Sony va invocar la Digital Millennium Copyright Act d'octubre de 2001, i va enviar un avís de cessació i desistència que exigia que "Aibopet" deixés de distribuir el codi que havia obtingut saltant-se els mecanismes de protecció contra còpia. Davant les reclamacions de molts indignats propietaris d'AIBO, Sony es va fer enrere i posteriorment va publicar un kit de programador per a ús "no comercial".
El kit ha finalment va ser ampliat en tres eines diferents: R-CODE, el SDK OPEN-R i el Framework remot de AIBO (solament per ERS-7). Aquestes tres eines es combinen sota el nom AIBO Software Development Environment. Totes aquestes eines són lliures per descarregar i poden utilitzar-se per a ús comercial o no comercial (programari lliure) (excepte pel OPEN-R SDK, que és específicament per a l'ús no comercial).

#### OPEN-R SDK
El OPEN-R SDK és un SDK similar al llenguatge de programació C+ + basat en eines de codi obert (com gcc i newlib), que li permet fer el programari que s'executa en el seu AIBO. Aquest SDK es considera de baix nivell i li permet controlar tot, des dels valors de guany dels actuadors de AIBO fins a recuperar dades de la càmera del AIBO i fer càlculs de visió per computador. No es proporciona cap funcionalitat "estàndard" preestablerta AIBO, com ara amb el Codi R i el Marc remot AIBO. És una elecció excel·lent per als investigadors que fan recerca robòtica de baix nivell.

#### R-CODE i R-CODE plus
R-Code és un llenguatge de programació d'alt nivell per AIBO. R-Code li permet crear fàcilment programes simples perquè AIBO els executi. Si bé no es permet el control de baix nivell que té el OPEN-R SDK, la qual cosa li treu poder, ho compensa en la simplicitat. De fet, el R-Code és prou simple perquè fins i tots els nens aprenguin a usar-lo. És possible la comunicació remota a través d'una senzilla connexió terminal via WiFi. Se'n permet l'ús comercial i la taxa de llicència és gratuïta.
R-CodePlus és un derivat de R-Code de AiboPet amb diverses funcionalitats afegides. R-CodePlus és un superconjunt de R-Code en termes de llenguatge, per la qual cosa tot l'escrit en R-Code estàndard funcionarà en un MemoryStick R-CodePlus (per al mateix model AIBO). R-CodePlus exposa algunes noves funcions "bàsiques" de AIBO, tals com el reconeixement de rostres senzills, el registre de noms i configuració d'ajust de la càmera. A més del connector de terminals R-Code estàndard per remot, R-CodePlus subministra un sòcol de "Telemetips" per a diverses transferències de dades binàries, com ara la imatge de la càmera d'AIBO i el so de enviament/recepció. R-CODE s'ha ampliat a R-CODE plus per Aibopet
Aibnet ofereix un entorn de desenvolupament per a la programació R-CODE.
La personalització i el comportament simplificats d'arrossegar i deixar anar estan disponibles a través del YART creat per l'usuari ("Encara una altra eina de RCode")

### Altres entorns de desenvolupament
S'han desenvolupat diversos marcs de desenvolupament de programari de robot que són compatibles amb AIBO, incloent el URBI, Tekkotsu, i Pyro.

### Projectes Actuals
AIBO+ és una personalitat de reemplaçament per explorar noves formes de la intel·ligència artificial.
El Control AIBO li permet als usuaris d'Android controlar el AIBO ERS-7 executant URBI.
La comunitat ha anat actualitzant la cadena d'eines basades en Open-R i GCC per utilitzar GCC 5.4, Binutils 2.24 i Newlib 1.15. La versió empaquetada de la cadena d'eines vella i actualitzada de AIBO està disponible per Ubuntu en un PPA.

## AIBO en Educació i Acadèmia
AIBO és àmpliament utilitzat a l'educació. Per exemple, Carnegie Mellon va oferir un curs de robòtica centrat en AIBO, que cobreix els models de percepció, cognició i activitats de cerca de resolució de problemes.

### Lliga RoboCup de quatre potes

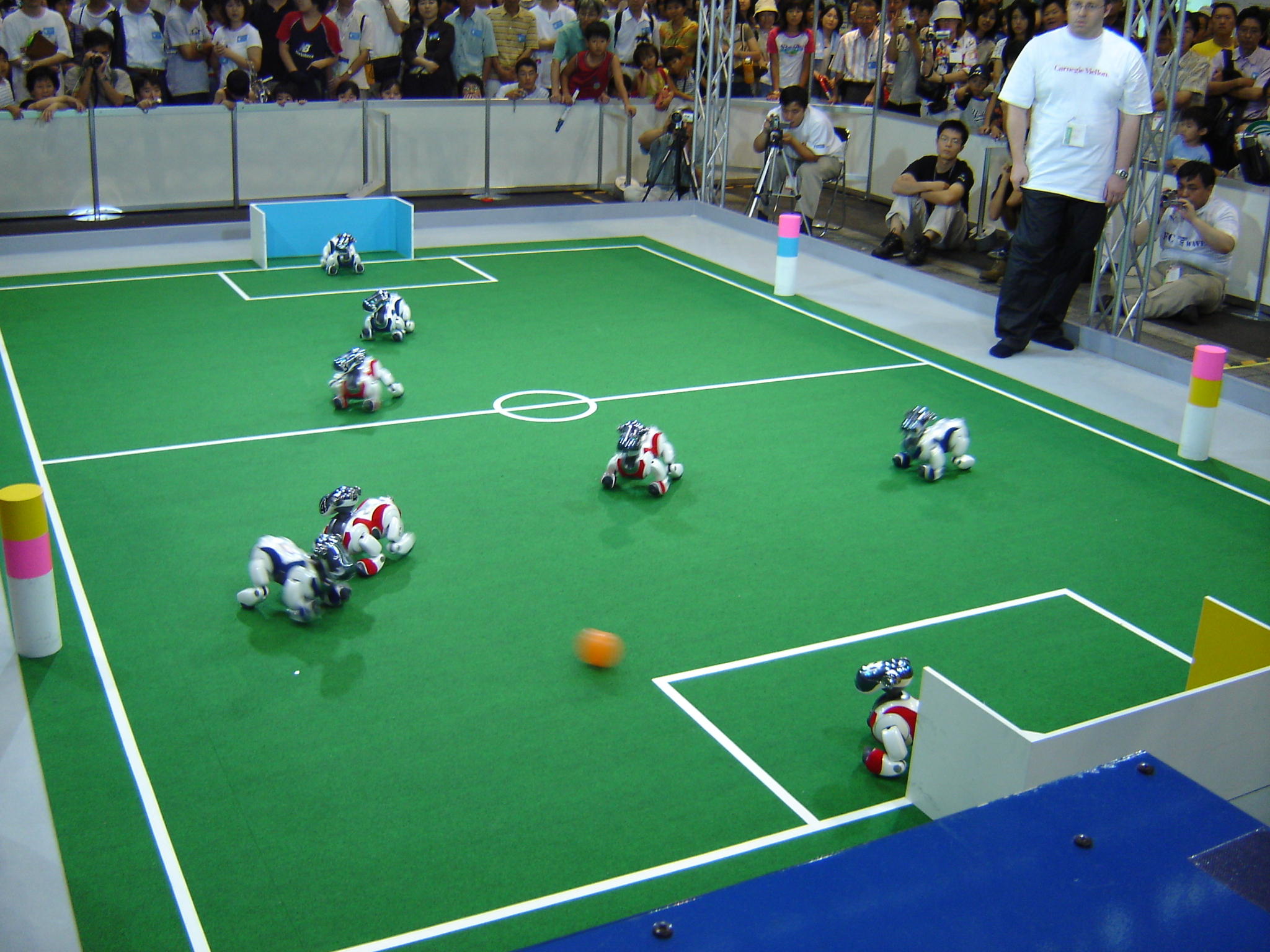
Robots AIBO jugant en el novè RoboCup a Osaka (2005)

L'AIBO s'ha vist molt utilitzat com una plataforma barata per a l'educació i la investigació en intel·ligència artificial, ja que integra un ordinador, un sistema de visió i articuladors en un paquet molt més barat que els robots de recerca convencionals. Un dels punts centrals d'aquest desenvolupament ha estat les Lligues Robocup.

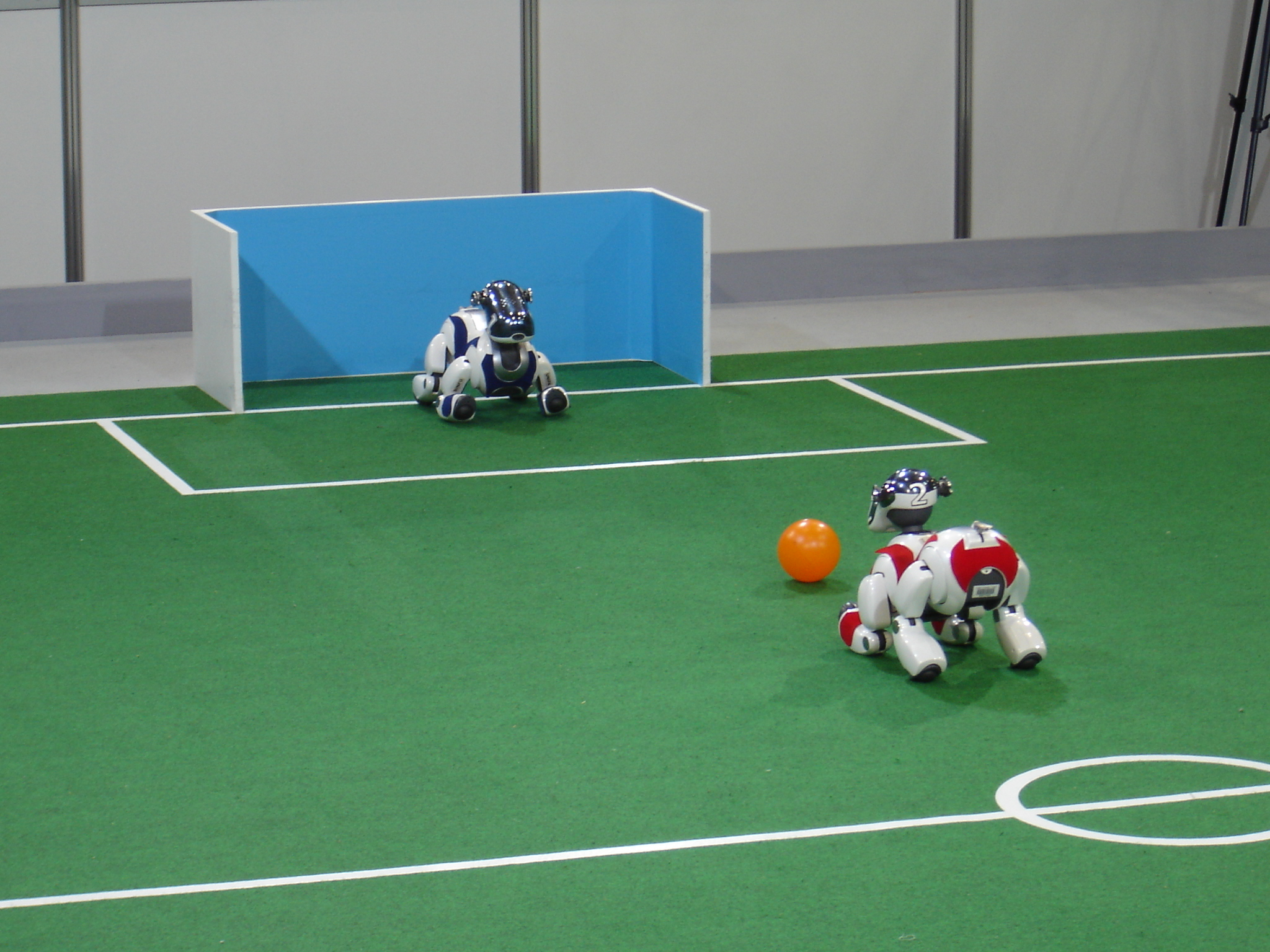
Tanda de penals

La Lliga quatre potes va ser el nom inicial de la RoboCup Estàndard Plataforrm League, una lliga de futbol de robots en la qual tots els equips competeixen amb robots idèntics. Els robots funcionen de manera totalment autònoma, sense control extern pels éssers humans ni ordinadors. La versió específica AIBO va canviar amb transcurs del temps: ERS-110s (1999,2000), ERS-210 (2001-2002), ERS-210A SuperCore (2003), ERS-7 (2004-2008). El reemplaçament i la plataforma estàndard actual és el humanoide Nao de SoftBank Robotics.
Sony proporciona a AIBO, recolzant-ho i patrocinant-ho a les universitats de tot el món que participen en la competició de futbol autònom RoboCup de la Lliga de futbol de Robot de quatre potes. Els equips competidors haurien de programar un equip de robots AIBO per jugar a futbol de robots autònoms contra altres equips competidors. La Lliga de quatre potes va ser desenvolupada des de 1999 fins a 2008, encara que, l'últim any, moltes universitats de renom no competien perquè s'havien traslladat a la nova plataforma Nao. La Universitat de Nova Gal·les del Sud va ser l'equip més reeixit en la Lliga, arribant a la final sis vegades i guanyant tres vegades.

## Convenció Internacional d'AIBO
La Convenció Internacional d'AIBO té lloc tots els anys a Sony Robotics Tower en la prefectura de Shinjuku. La primera convenció va tenir lloc el 1999, el 15 de maig. Després s'estableix del 2 de maig fins al 4 de maig. La convenció de 2009, estant en el seu desè any, va establir rècords d'assistència. La convenció general compta amb anuncis d'AIBO, cartells, accessoris gratuïts, descàrregues gratuïtes/open source i els "shows d'AIBO".

## Llinatge de raça
Després del nom del model: opcions de color corporal; data de publicació; unitats venudes.

### Models de la primera generació
- ERS-110: platejat; es va començar a vendre el 1º de juny de 1999 per al seu lliurament a l'agost; es van fabricar únicament 3.000 unitats per al Japó i 2.000 per USA.
- ERS-111: gris i negre; novembre de 1999; 60.000 unitats fabricades (aproximadament)

Vendes estimades dels models de primera generació: 65.000

### Models de la segona generació
- ERS-210: negre, plata, or, vermell, blau, verd, blanc (3 tons), xampany, etc .; 2001, també anomenat "chihuahua"
- ERS-311 "Latte": crema; 2001
- ERS-312 "Macaron": negre; 2001
- ERS-210A: diversos colors; 2002
- ERS-220: plata; 2002 (també disponible com a kit de conversió per a l'ERS-210)
- ERS-31L "Pug": marró; 2002
- ERS-311B "Latte": crema; 2002
- ERS-312B "Macaron": negre; 2002
- ERS-210A: cibernètic; 2003

Vendes estimades per a tots els models de segona generació: 60.000

### Models de la tercera generació
- ERS-7: blanc; novembre de 2003, les primeres unitats van sortir defectuoses en les potes (defecte en les juntes J12)
- ERS-7M2: blanc i negre; novembre de 2004
- ERS-7M3: blanc, marró i negre, octubre de 2005

Vendes estimades dels models de tercera generació: 40.000 a 50.000

## Anime
El AIBO anime "Piroppo" o (ピロッポ) es van basar en l'AIBO ERS-300, Latte i Macaroon. L'anime va activar sons i accions de l'espectador ERS-300.
La sèrie de 23 episodis va ser transmèsa per Fuji TV els dijous de 22.54-23.00, de l'11 d'octubre de 2001 al 21 de març de 2002.

## En la cultura popular
Quan es va introduir AIBO, The New Yorker va publicar una caricatura de Jack Ziegler mostrant a AIBO "orinant" rosques i cargols en una boca d'incendis.
En un episodi de Frasier, Frasier li va donar al seu pare un AIBO ERS-210 per fer-li companyia mentre ell està visitant Roz a Wisconsin. Hi ha una escena amb Eddie que interactua amb AIBO, mentre que Martin Crane es queixa a Sony per no ser capaç de fer-ho funcionar.
A l'episodi de South Park Red Sleigh Down, en Cartman es passa gairebé tot l'episodi intentant aconseguir estar a la llista dels bons de Santa Claus, perquè pugui rebre per a Nadal un ninot robot Haibo, en referència a la bogeria del gos robot de la dècada de 2000 iniciada per AIBO. En la conclusió de l'episodi, Stan, Kyle, Cartman i tots reben el seu propi gos HAIBO.